# 조석지진설

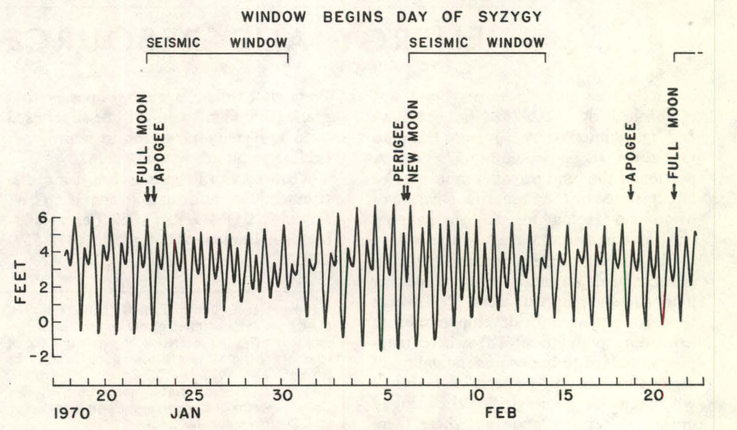
1970년 5주간 골든게이트 교의 해수면 진폭을 그린 그래프. 위에 적힌 괄호 표시는 짐 버클랜드가 정의한 일종의 '지진활동기'를 뜻한다.

조석지진설(Tidal triggering of earthquakes)은 조석력이 지진을 일으킬 수 있다는 가설이다. 조석의 효과는 태양과 달의 영향이 서로 합충되어 지구조석의 효과로 직접적으로 지각에 영향을 주거나, 조석으로 인해 유체정역학적 수압하중이 변화하며 이미 깨질 정도로 응력이 쌓인 암반에 지진을 유발할 수도 있으며 따라서 삭이나 망과 같이 조석력이 최대인 시기에는 더 많은 지진이 발생할 수 있다는 이론이다.
이전까지는 과학자들이 한 세기 이상 조석력과 지진 사이 상관관계를 연구했지만 발산하는 해령과 같이 화산대 지역을 제외하고선 그 연구결과가 엇갈렸다. 일부 부정론 연구에서는 조석의 위상과 단층의 수직 방향을 고려하지 않았기 때문이라고 하지만, 대부분의 긍정론 연구는 통계적인 엄밀함이 부족해 확실하게 연관성이 있다고 말하기 어렵다. 한 체계적인 조사에 따르면 조수 간만의 차가 큰 기간에 지진발생률이 높아진다는 증거는 없지만, 간조 인근에서는 지진 발생률이 작지만 올라간다는 증거가 있다고 말하기도 했다. 특히 역단층에서는 암반 하중이 단층을 고정시키지 못해 마찰력이 줄어들어 간조 시 지진발생률이 조금 올라간다는 이론도 있다. 반면 해양의 하중은 주향이동단층에는 전혀 영향을 주지 않는다.
연구 결과에서는 조석으로 발생하는 미미한 힘과 비화산성 진동 사이 약간의 상관관계가 있다. 화산학자들은 규칙적이고 예측 가능한 지구의 조석 움직임을 사용하여 민감한 화산 변형 모니터링 기기를 보정하고 테스트하는데 사용한다.

## 같이 보기
- 러브수
- 판 구조론

## 참고 문헌
- McNutt, Marcia; Heaton, Thomas (January 1981), “An Evaluation of the Seismic-Window Theory for Earthquake Prediction” (PDF), 《California Geology》 34 (1): 12–16, ISSN 0026-4555[깨진 링크(과거 내용 찾기)].

- Sottili, G.; Martino, S.; Palladino, D.M.; Paciello, A.; Bozzano, F. (2007), “Effects of tidal stresses on volcanic activity at Mount Etna, Italy”, 《Geophysical Research Letters》 34 (L01311), Bibcode:2007GeoRL..34.1311S, doi:10.1029/2006GL028190.

- Tamrazyan, Gurgen P. (1967), “Tide-forming forces and earthquakes”, 《Icarus》 7 (1–3): 59–65, Bibcode:1967Icar....7...59T, doi:10.1016/0019-1035(67)90047-4.

- Tamrazyan, Gurgen P. (1968), “Principal regularities in the distribution of major earthquakes relative to solar and lunar tides and other cosmic forces”, 《Icarus》 9 (1–3): 574–92, Bibcode:1968Icar....9..574T, doi:10.1016/0019-1035(68)90050-X.

- Thomas, Amanda M.; Nadeau, Robert M.; Bürgmann, Roland (2009년 12월 24일), “Tremor-tide correlations and near-lithostatic pore pressure on the deep San Andreas fault”, 《Nature》 462 (7276): 1048–51, Bibcode:2009Natur.462.1048T, doi:10.1038/nature08654, PMID 20033046.

- Wilcock, William s. D. (November 2009), “Tidal triggering of earthquakes in the Northeast Pacific Ocean”, 《Geophysical Journal International》 179 (2): 1055–1070, Bibcode:2009GeoJI.179.1055W, doi:10.1111/j.1365-246X.2009.04319.x, ISSN 1365-246X.